# Empreinte à la DNase

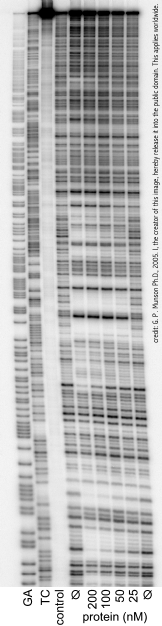
Empreinte DNaseI d'une protéine se liant à un fragment d'ADN radiomarqué. Les pistes « GA » et « TC » sont des pistes de séquençage chimique Maxam-Gilbert, voir Séquençage de l'ADN. La piste étiquetée « contrôle » est destinée à des fins de contrôle de qualité et contient le fragment d'ADN mais non traité avec DNaseI.

La technique d'empreinte à la DNase (ou DNase Footprinting assay) est une technique de biologie moléculaire permettant d'identifier le site de liaison d'une protéine sur l'ADN.

## Historique et utilité
La technique de l'empreinte à la DNase I a été mise au point en 1977 par Galas et Schmitz. C'est une méthode de biologie moléculaire destinée à identifier le site de liaison d'interaction entre une protéine et l'ADN pour les protéines de laison à l'ADN,. Cette technique a la particularité de permettre d'étudier des liaisons à l'ADN spécifique y compris pour des protéines rares qui ne sont que partiellement purifiées et dans des conditions de bruit de fond important.
Cette méthode d'identification des sites de liaisons à l'ADN des complexes Protéines-ADN a démontré son utilité en caractérisant l'activité de nombreux facteurs de transcription et de protéines régulatrices tels que le Facteur de transcription IIIA (GTF3A), le Facteur de Transcription Sp1 (en), la glycoprotéine DF3 qui contrôle la régulation de MUC1 et bien d'autres protéines se liant aux promoteurs et notamment celles se liant aux boîtes TATA.
Parmi les avantages de cette méthode, on note aussi la possibilité d'identifier des sites de liaisons à l'ADN impliquant de multiples interactions et protéiques. Parmi les inconvénients de cette technique figure le fait qu'une forte occupation du site de liaison est nécessaire pour le résultats soit certain, le temps nécessaire à sa mise en œuvre et la nécessité d'avoir une bonne expérience technique. D'autres méthodes capables d'identifier ou de visualiser les interactions protéines-ADN incluent l'interférence par méthylation, l'empreinte par radical hydroxyle et la technique EMSA.

## Technique
Dans cette technique in vitro, des fragments d'ADN double-brins sont d'abord marqués par radioactivité à leurs extrémités 5',, (souvent par le Fragment de Klenow). Ensuite un premier échantillon contient les fragments d'ADN marqués ainsi que la protéine dont on veut identifier le site de liaison à l'ADN. Dans un deuxième échantillon il n'y a que les fragments d'ADN marqués. Un traitement à la DNase en condition douce est ensuite réalisé (la condition douce permet une seule et unique coupure au niveau de l'ADN, sur un seul brin, ce qui permettra une séparation sur gel, base par base). Lorsque la protéine est fixé à l'ADN il n'y a pas de coupure possible sur la séquence de l'ADN où la protéine est fixée, on dit que l'ADN est protégé sur cette région de la dégradation à la DNase par la protéine,,.
On réalise ensuite un gel d’électrophorèse sur gel polyacrylamide et la migration des échantillons sur ce gel permet de visualiser les séquences nucléotidiques de l'ADN radiomarqué, base par base, grâce à une autoradiographie,,. Le brin coupé qui reste non marqué sera non visible sur l'autoradiographie. 
La migration en parallèle de l'échantillon avec la protéine et de celui sans la protéine permet d'observer un «trou» dans le résultat de séquençage, on parle d'une empreinte (ou footprint). Cette empreinte correspond à la séquence ADN de liaison à la protéine que l'on peut comparer avec le témoin sans ajout de protéines pour identifier la séquence complète de liaison. La lecture des bases permettra donc de connaître la séquence exacte du site de liaison.